# 유안진
유안진(柳岸津, 1941년 10월 1일 ~ )은 대한민국의 시인이자 서울대학교 명예교수이다. 본관은 전주이며, 경상북도 안동 출생이다.
1965년~1967년 박목월 시인의 추천으로 《현대문학》에 시 〈달〉〈별〉〈위로〉가 3회 추천되어 등단했고 1986년 이향자, 신달자 시인과 함께 펴낸 수필집 《지란지교를 꿈꾸며》로 대중적 명성을 얻었다. 시와 소설, 에세이의 장르를 넘나드는 활발한 작품 활동을 펼쳤으며 여성 특유의 섬세하고 유려한 문체와 치밀한 구성 방식이 돋보인다는 평을 얻고 있다.

## 학력
- 호수돈여자고등학교
- 서울대학교 교육학 학사
- 서울대학교 교육대학원 교육심리학과 석사
- 플로리다 주립 대학교 대학원 교육심리학과 박사

## 생애
1941년 10월 1일 경상북도 안동에서 출생했다. 1961~1965년 서울대학교 교육학과에서 재학하였다. 마산제일여자중·고등학교와 대전 호수돈여자중·고등학교에서 교사로 재직하다가 1970년 서울대학교 교육대학원 교육심리학과를 졸업, 1976년 미국 플로리다주립대학교에서 박사 학위를 받았다. 2016년 현재 대한민국 예술원 회원이다.

## 수상
- 1996년 제12회 펜문학상
- 1998년 제10회 정지용문학상
- 2012년 제44회 한국시인협회상
- 2013년 공초문학상 수상[9]
- 2013년 목월문학상[10]

## 저서

### 시집
- 《달하》
- 《누이》(1997, 세계사)
- 《봄비 한 주머니》(2000, 창비)
- 《다보탑을 줍다》(2004, 창비)
- 《거짓말로 참말하기》(2008, 천년의 시작)
- 《알고(考)》(2009, 천년의 시작)
- 《둥근 세모꼴》(2011, 서정시학)
- 《걸어서 에덴까지》(2012, 문예중앙)

### 소설
- 《바람꽃은 시들지 않는다》
- 《땡삐》

### 에세이
- 《사랑, 바닥까지 울어야》
- 《바람편지》

### 기타
- 《옛날 옛날에 오늘 오늘에》

## 문학

### 시
- 《춘천은 가을도 봄이지》